# Глобальная инициатива отчётности
Глобальная инициатива по отчётности (англ. Global Reporting Initiative, GRI) — глобальная инициатива, единые стандарты и рекомендации отчётности, раскрывающие нефинансовые показатели деятельности, часть программы интегрированной отчётности.
Под растущим давлением со стороны различных групп заинтересованных сторон, таких как правительства, потребители и инвесторы многие компании, чтобы быть более прозрачными в своих экологических, экономических и социальных сферах публикуют отчет об устойчивом развитии. Этот отчет известен также как отчет о корпоративной социальной ответственности (КСО) или экологическая, социальная ответственность и отчет об управлении (ESG).
Система GRI представляет собой набор положений и документов, подготовленных в результате международных консультаций с участием многочисленных заинтересованных сторон. Указанные документы предназначены для того, чтобы помочь компаниям выявлять, собирать и сообщать эту информацию в ясной и сопоставимой форме с помощью отчётов в области устойчивого развития и раскрытии информации о снижении вредного воздействия на окружающую среду, о социальной ответственности и корпоративном управлении..
Система отчетности в области устойчивого развития GRI, впервые запущенная в 2000 году, в настоящее время наиболее широко используется транснациональными организациями, правительствами, малыми и средними предприятиями (МСП), НПО и отраслевыми группами в более чем 90 странах. В 2017 году 63 процента из 100 крупнейших компаний (N100) и 75 процентов из Global Fortune 250 (G250) сообщили о применении системы отчетности GRI. Положения в документах периодически уточняются в целях приведения их в соответствие с современными требованиями.

## Общая информация
Международная инициатива создана в 1997 году для реализации концепции устойчивого развития на уровне отдельных предприятий.
В 2016 году GRI представила модульные стандарты, которые действуют в настоящее время. Была изменена структура стандартов нефинансовой отчётности: были предложены три универсальных стандарта и 33 специфических стандарта, сгруппированных в три серии.
Занимаясь подготовкой нефинансовой отчетности, компании могут выбирать те специфические стандарты, которые лучше всего способствуют раскрытию существенных аспектов. Также, они вправе публиковать либо полноценный отчет, либо выборочные данные по определенным специфическим стандартам, указывая при этом, какой именно стандарт и какие показатели были использованы. Стандарты имеют модульную структуру, что упрощает процесс публикации нефинансовой отчетности для компаний-новичков, давая им возможность поэтапно раскрывать нефинансовую информацию.
За последние годы количество стандартов и руководств в сфере нефинансовой отчетности значительно увеличилось. При этом GRI продолжает оставаться лидером среди платформ, на базе которых осуществляется подготовка нефинансовой отчетности, предлагая пользователям как учетные, так и аналитические функции. GRI стремится устанавливать партнерские отношения с другими платформами, предлагающими подготовку отчетности в области устойчивого развития и использующими различные системы показателей.
Ключевой документ GRI — «Руководство по отчётности в области устойчивого развития» построено таким образом, что оно гармонично сочетается с другими руководствами в области устойчивого развития — «Руководящими принципами ОЭСР для транснациональных предприятий», ISO 26000 и Глобальным договором ООН..
В январе 2021 года GRI опубликовала обновленную версию книги «Связывание ЦУР со стандартами GRI». В этом бесплатном ресурсе приводится разбивка задач по каждой из 17 целей устойчивого развития (ЦУР) ООН и показано, как они соотносятся с раскрытием информации в стандартах GRI, включая последние опубликованные версии.
Компании, делающие отчёт в соответствии с GRI, имеют право на внесение своего нефинансового отчёта в международную базу GRI, для чего нужно заполнить соответствующую форму на сайте GRI. Это даёт возможность другим компаниям, инвесторам, аналитикам и другим заинтересованным сторонам узнать основные нефинансовые показатели различных организаций, оценить их уровень прозрачности, а также сопоставить данные, представленные в нефинансовых отчётах.
Международная база отчётов размещена на сайте GRI и она постоянно пополняется. На начало 2021 года отчёты на сайте GRI опубликовали более 15 тыс. компаний со всего мира, из них 38 тыс. отчётов были подготовлены по стандартам GRI.
Около 40 бирж и регуляторов рынка имеют в своих руководствах ссылки на GRI.

## История
В 1989 году массивный нефтяной танкер Exxon Valdez разлил около 11 миллионов галлонов нефти в проливе Принца Уильяма у побережья Аляски, загрязнив 1300 миль береговой линии, что привело к разрушению экосистемы, гибели птиц и рыб в этом регионе.
Новости о разливе нефти нашли отклик у небольшой группы инвесторов и защитников окружающей среды, которые объединились в Коалицию за экологически ответственную экономику (CERES), выступившей одним из учредителей Глобальной инициативы по отчётности в 1997 году.
Ещё одним из учредителей выступила Программа ООН по окружающей среде (ЮНЕП).
Первая версия Руководства по отчётности в области устойчивого развития GRI появилась в виде предварительного проекта в 1999. После тестирования и общественного обсуждения GRI выпустила Руководящие принципы отчётности в области устойчивого развития в июне 2000 года.
Над руководством работали представители различных компаний, неправительственных организаций, профсоюзов и общественности в целом. После первого выпуска Руководства по отчётности GRI начала работу по созданию постоянного учреждения для выполнения своей миссии.
Центральный офис GRI первоначально располагался в Бостоне, штат Массачусетс. В 2002 году GRI перенесла свой центральный офис в Амстердам, где в настоящее время находится секретариат. GRI также имеет региональных координаторов в Австралии, Бразилии, Китае, Индии и США.
В течение первых лет существования GRI отчёты в соответствии с принципами системы GRI готовили и публиковали лишь несколько десятков компаний в мире. К середине 2000-х годов уже сотни организаций добровольно внедряли основные принципы Руководства. В январе 2014 года GRI приступила к сбору статистики об отчётах, составленных с учетом как принципов GRI, так и требований других стандартов.
В мае 2013 года вышла в свет четвёртая версия Руководства по отчётности в области устойчивого развития (G4).

## Структура стандарта
С 2016 года GRI внедрила три универсальных модульных стандарта, которые призваны упростить процесс публикации отчета компаниями, предоставляя выбор глубины раскрытия нефинансовой информации:
- GRI 101 Основные стандарты,
- GRI 102 Общие показатели отчётности,
- GRI 103 Подход в области менеджмента

и 33 специфических стандарта, сгруппированных в три серии:
- Серия 200 «Экономические стандарты»,
- Серия 300 «Экологические стандарты»
- Серия 400 «Социальные стандарты».